# Glyphostomoides queenslandica
Glyphostomoides queenslandica is een slakkensoort uit de familie van de Raphitomidae. De wetenschappelijke naam van de soort is voor het eerst geldig gepubliceerd in 1983 door Shuto.